# 回形针PaperClip
回形针PaperClip是中国大陆曾经的一家科普类自媒体，于2017年成立，其节目信息密度高、动效丰富，擅长可视化讲解。回形针PaperClip于2020年爆发的2019冠状病毒病疫情期间发布的视频《关于新冠肺炎的一切》引发了强烈反响，但其因随后发布的视频《中国人的肉蛋奶消费，为什么会影响到巴西热带雨林的存亡？》、早先一些视频中的科学错误、两名前员工的去向和言论而广受争议。2021年7月14日，其哔哩哔哩、微博、知乎、微信公众号、百家号等多個中國大陸網路平台账号被封鎖，具体原因未知。其YouTube频道亦停止更新，但仍然处于可用状态。

## 内容和运营
回形针PaperClip的视频往往利用三维动画来增强内容的可视化，信息密度高、严肃且偏硬核，有一定门槛。每期视频的标题均采用简短的问句，以“如何”、“怎么”、“什么”等字眼吸引观众。创始人吴松磊认为，视频创作者应当“把观看者当作和我们一样的普通人，他们需要的是高信息量的内容，并且用他们能懂的方式讲道理”。回形针PaperClip一期视频的制作周期在3-4周，从逐字稿到分镜设计，再到动效设计，每个环节平均1-2周。数据资料主要来自于论文、专业书籍、国家标准、专利文件等。视频素材大部分是自己制作，也有一些素材来自YouTube。视频的分镜会参考信息可视化和技术可视化的设计，动效则依赖动效师自身节奏感。
在盈利方面，回形针PaperClip主要通过广告植入或为品牌制作视频获得收入。

## 历史
2017年底，回形针PaperClip成立。回形针PaperClip的前身是科普栏目“混乱博物馆”，创始人吴松磊原在“大象公会”从事严肃科普类视频的制作。2018年3月，回形针PaperClip正式从大象公会划分出来独立运营。同年4月，回形针Paperclip的运营主体北京干燥文化传媒有限公司成立，注册资本约14.8万人民币，代表人为吴松磊。
2019年，回形针PaperClip推出了定制广告类节目《回形针事务所》，与蔚来、滴滴等公司达成了合作。回形针PaperClip于2019年净盈利135万元人民币。
2020年2月2日上午9点，回形针PaperClip发布了视频《关于新冠肺炎的一切》，视频发布后全网播放量超过1亿，其中微博播放量8000万，微信阅读量3000万，短时间内其微信公众号涨粉120万，微博涨粉160万，哔哩哔哩涨粉40万。《中国青年报》评论称“视频中所展现的内容均选自可靠来源的信息，以整合的方式清晰地阐述了疫情发生、传播、防护等最受关注的问题，再通过可视化表达，成为新冠肺炎疫情科普中的‘一股清流’”。
2020年5月，回形针PaperClip与新华社客户端联合制作了短片《民法典如何保护你的当代生活？》。
2020年11月8日，回形针PaperClip宣布开始营业实体产品项目“干燥工厂”。首次开业发布了3款产品：核弹风格的「核子炸弹中筒袜」、「水洗标脏衣桶」和「干燥剂通勤包」。
2020年11月，回形针PaperClip与CCTV联合制作了短片《如何下潜海底一万米？》。
2020年12月31日，回形针PaperClip公布开支数据。当年总收入为1985.8万元人民币，总支出为1613.9万元，盈利371.9万元，已有55名全职员工。当天发布再次与CCTV新闻频道《年轮2020》合作制作的短片《丈量 2020》。
2021年1月，回形针PaperClip入选了“2020年Bilibili百大UP主”。
2021年6月，“干燥工厂”新栏目“提前动手”发布两款产品——不锈钢做成的“很钢镜”和由不同面料制成的“T恤研究套装”。
2021年7月14日，回形针PaperClip在微博、哔哩哔哩、知乎、抖音、西瓜视频、微信公众号等平台上的官方账号被封禁或者处于停用状态，其所有发布的视频在中国大陆平台均已无法找到，但在YouTube频道上仍然能够观看。
2021年12月31日，吴松磊宣布，因为经过半年的努力，仍无法找到盈利模式，将中止基本操作未来的开发计划。
时至今日，回形针PaperClip的网站只剩余基本操作依然在线，但已无法使用。干燥工厂淘宝店也已无法访问。民间存在归档回形针PaperClip视频的网站。

## 争议

### 2020年
2020年3月21日，回形针PaperClip发布了与世界自然基金会合作的视频《如何快速消灭全世界的森林》，视频中“我们的肉蛋奶消费却可以实实在在影响巴西森林的存亡”的表述引发争议，被解读为“将巴西的森林砍伐与中国消费者对肉蛋奶制品日益增长的需求联系起来”。回形针PaperClip删除了视频并进行澄清，指出团队“不认为吃肉或者中国大豆消费量增加有任何问题”，视频中“想说的‘我们’不是中国，而是全人类”。
随后一些网民发现回形针PaperClip2018年6月1日发布的视频《自来水从哪来》的YouTube版本里3分01秒处的中华人民共和国地图没有臺灣，但同期视频的哔哩哔哩的版本里有台湾，因此被指责为台湾观众制作了一个单独的版本。3月22日，吴松磊在官方微博作出回应，表示《自来水从哪来》的原始地图素材是有台湾的，但工程文件地圖中的台湾颜色与背景颜色重叠，导致台湾地图在视频中模糊不清；视频的42秒至48秒处也使用了相同的素材，因为提高了亮度而能辨认出台湾。视频于2019年在哔哩哔哩因为地图问题下架，修改地图后重新上架，但由于团队内部分工有交叉，修改后的视频没有在微博、YouTube上更新，自己是“主要责任人”，向所有关注此事的网友致歉，并愿意承担一切相关处罚和后果，决定1个月内停止更新视频，做好内容流程整改，回查所有涉及地图的视频内容。
在停更期间的4月8日和18日，回形针PaperClip在微信公众号中更新了2期图文内容。4月30日，回形针PaperClip发布了停更以来第一个视频《幕后故事：回形针是怎么做视频的》，其中对此次争议事件及过去视频存在的一些问题作出解释，并恢复视频更新。
9月17日，回形针PaperClip发布视频称“感谢大家的批评，这些批评非常值得讨论”，并招募了一些批评者，选出10人与吴松磊视频通话，“你们可以当面直接喷我，聊点让我尴尬的东西”。9月27日视频通话开始。回形针PaperClip随后将全程一刀不剪发布在视频《Sp.008 和10个批评者一块聊天》中。其中吴松磊回应了大量对回形针PaperClip的批评。

### 2021年
2021年1月，自媒体“赛雷三分钟”发布视频抨击回形针PaperClip的科普内容片面、不完整且有事实错误，产生的争议再次登上热搜。1月30日，回形针PaperClip发布了视频《直面问题 : 我们为什么又上热搜了？》，对此作出回应。
6月18日，“赛雷话金”发布视频《不让中国人吃海鲜背后真正的大瓜，今天我来统一告诉大家》，指责相关环保主题的视频是由英国政治组织中外对话资助，并提及曾任职回形针PaperClip的两位前员工，称前编辑聂统宇现在供职于美军陆军研究实验室，又称另一前编辑季文仪于中华人民共和国境外的社交媒体发布支持台独、港独，批评中華人民共和國民族政策的“反华言论”。其后，哔哩哔哩将回形针PaperClip的账号标记上“该用户存在较大争议，请谨慎甄别其内容”的标签。6月19日，回形针PaperClip发布说明，表示“涉事的两位员工均已离职”、“对他们的言论失察是我们的严重失职”，并将邀请主流媒体资深专家负责审核内容，“在团队改造与培训完毕前，主动停更所有内容”。同日，回形针PaperClip被“知乎”平台禁言15日。解放军新闻传播中心融媒体钧正平當日在不直接點名批評回形针的情况下發表短評称“需要警惕打着环保、科普旗号的阴谋与恶意”。其认为短视频机构雇佣有‘恨国’倾向、在境外社交平台上大肆污蔑国家的员工，后还成为美军雇员的情况，令人细思恐极。

## 其他

### 回形针手册
2019年4月30日，回形针PaperClip发布了基于DokuWiki的百科网站“回形针手册”，在国民经济行业分类的基础上设置了1415个条目。网易沸点工作室认为，回形针手册是“一本涵盖了日常生活所涉及方方面面的百科手册”，此网站现已无法打开。

### 专辑
2018年11月，回形针PaperClip发布了首张Soundtrack专辑《FAILURES IN TIME 睿智时间》。2019年5月，回形针PaperClip发布了第二张Soundtrack专辑《REAL GLOW 真实发光》。2020年10月，回形针PaperClip发布了第三张Soundtrack专辑《MULTIPLY 正片叠底》。其中，《真实发光》和《正片叠底》的所有曲目按知识共享协议CC BY 4.0协议发布。

### 基本操作
2019年12月18日，回形针PaperClip发布了在线交互视频课程平台基本操作Playground，目前已经上线了三个交互视频项目——《一个人工智能的诞生》《成为一名密码朋克》《统计学：拯救世界》和一部月刊《知识可视化的创作方法》。2021年12月31日，基本操作发布公告停止未来的开发。

## 作品列表
截至2021年6月19日，回形针PaperClip共发布正片系列177期、联合出品15期、回形针事务所28期、特别节目10期、“基本操作”产品介绍2期，“提前动手”产品介绍2期。
| 正片系列 | 正片系列                             | 正片系列               | 正片系列                                                                                         | 正片系列       |
| 编号     | 标题                                 | 链接                   | 链接                                                                                             | 发布时间       |
| 编号     | 标题                                 | YouTube                | Bilibili                                                                                         | 发布时间       |
| -------- | ------------------------------------ | ---------------------- | ------------------------------------------------------------------------------------------------ | -------------- |
| Vol.001  | 摄像头如何监控十三亿人               |                        | （页面存档备份，存于）                                                                           | 2017年11月30日 |
| Vol.002  | 如何制造爆款冥币                     | （页面存档备份，存于） |                                                                                                  | 2018年1月30日  |
| Vol.003  | 垃圾短信群发指南                     | （页面存档备份，存于） | （页面存档备份，存于）                                                                           | 2018年2月7日   |
| Vol.004  | 为什么中国人总是在安检               |                        |                                                                                                  | 2018年2月14日  |
| Vol.005  | 如何实现逼真的砍头                   | （页面存档备份，存于） |                                                                                                  | 2018年3月16日  |
| Vol.006  | 烂牙修复指南                         |                        |                                                                                                  | 2018年3月13日  |
| Vol.007  | 科学执行死刑                         |                        |                                                                                                  | 2018年3月21日  |
| Vol.008  | 如何给猪盖章                         |                        |                                                                                                  | 2018年3月28日  |
| Vol.009  | 跑车凭什么这么贵                     | （页面存档备份，存于） | （页面存档备份，存于）                                                                           | 2018年4月5日   |
| Vol.010  | 混音师如何拯救歌手                   | （页面存档备份，存于） | （页面存档备份，存于）                                                                           | 2018年4月11日  |
| Vol.011  | 如何制造爆款烟花                     |                        | （页面存档备份，存于）                                                                           | 2018年4月20日  |
| Vol.012  | 坦克驾驶指南                         | （页面存档备份，存于） | （页面存档备份，存于）                                                                           | 2018年4月27日  |
| Vol.013  | 如何拯救秃顶                         | （页面存档备份，存于） | （页面存档备份，存于）                                                                           | 2018年5月9日   |
| Vol.014  | 如何科学地消灭敏感词                 | （页面存档备份，存于） |                                                                                                  | 2018年9月28日  |
| Vol.015  | 如何经营一家鬼屋                     | （页面存档备份，存于） | （页面存档备份，存于）                                                                           | 2018年5月25日  |
| Vol.016  | 自来水都从哪来                       |                        | （页面存档备份，存于）                                                                           | 2018年6月1日   |
| Vol.017  | 高考作弊攻防战                       | （页面存档备份，存于） |                                                                                                  | 2018年9月28日  |
| Vol.018  | 高速公路收费指南                     | （页面存档备份，存于） |                                                                                                  | 2018年9月28日  |
| Vol.019  | 如何实现一次华丽的漂移               | （页面存档备份，存于） | （页面存档备份，存于）                                                                           | 2018年6月28日  |
| Vol.020  | 围棋Al养成指南                       | （页面存档备份，存于） | （页面存档备份，存于）                                                                           | 2018年7月13日  |
| Vol.021  | 如何科学地给机票定价                 | （页面存档备份，存于） |                                                                                                  |                |
| Vol.022  | 如何科学地戒毒                       | （页面存档备份，存于） |                                                                                                  |                |
| Vol.023  | 如何准确定位你的手机                 | （页面存档备份，存于） |                                                                                                  |                |
| Vol.024  | 如何用煤烧出4万亿度电                | （页面存档备份，存于） |                                                                                                  |                |
| Vol.025  | 牛如何变成速冻牛排                   | （页面存档备份，存于） |                                                                                                  |                |
| Vol.026  | 摄像头如何抓住你超速、压线、闯红灯   | （页面存档备份，存于） |                                                                                                  |                |
| Vol.027  | 如何制造婴儿奶粉                     |                        |                                                                                                  |                |
| Vol.028  | 如何显示准确的颜色                   | （页面存档备份，存于） |                                                                                                  |                |
| Vol.029  | 如何打造一款有用的美白护肤品         | （页面存档备份，存于） |                                                                                                  |                |
| Vol.030  | 如何建造一座戒备森严的监狱           | （页面存档备份，存于） |                                                                                                  |                |
| Vol.031  | 怎样打造逼真的引擎声                 | （页面存档备份，存于） |                                                                                                  |                |
| Vol.032  | 双眼皮手术指南                       | （页面存档备份，存于） |                                                                                                  |                |
| Vol.033  | 电动汽车制造指南                     | （页面存档备份，存于） |                                                                                                  |                |
| Vol.034  | 你拉的屎都去哪儿了                   | （页面存档备份，存于） |                                                                                                  |                |
| Vol.035  | 如何科学地炸倒一栋楼                 | （页面存档备份，存于） |                                                                                                  |                |
| Vol.036  | 如何设计一个逼真的三维模型           | （页面存档备份，存于） |                                                                                                  |                |
| Vol.037  | 快递是如何送到你手中的               |                        |                                                                                                  |                |
| Vol.038  | 香蕉育成指南                         |                        |                                                                                                  |                |
| Vol.039  | 如何让机器人打销售电话               | （页面存档备份，存于） |                                                                                                  |                |
| Vol.040  | 如何给无骨鸡爪脱骨                   |                        |                                                                                                  |                |
| Vol.041  | 暖气是如何送到你家的                 | （页面存档备份，存于） |                                                                                                  |                |
| Vol.042  | 如何制造爆款宠物                     | （页面存档备份，存于） |                                                                                                  |                |
| Vol.043  | 如何批量制造钻石                     | （页面存档备份，存于） |                                                                                                  |                |
| Vol.044  | 锂电池如何拯救当代生活               | （页面存档备份，存于） |                                                                                                  |                |
| Vol.045  | 今天的汽车和百年前有什么区别         | （页面存档备份，存于） |                                                                                                  |                |
| Vol.046  | 手术如何拯救近视眼                   | （页面存档备份，存于） |                                                                                                  |                |
| Vol.047  | 低焦油香烟的骗局                     | （页面存档备份，存于） |                                                                                                  |                |
| Vol.048  | 你的app为什么知道你想买什么          | （页面存档备份，存于） |                                                                                                  |                |
| Vol.049  | 如何做一根懂事的路灯                 | （页面存档备份，存于） |                                                                                                  |                |
| Vol.050  | 如何为13亿人调度列车                 | （页面存档备份，存于） |                                                                                                  |                |
| Vol.051  | 如何花 10 亿美元研发一款有用的抗癌药 | （页面存档备份，存于） |                                                                                                  |                |
| Vol.052  | 你的手机是如何上网的                 | （页面存档备份，存于） |                                                                                                  |                |
| Vol.053  | 助听器如何拯救耳聋                   |                        |                                                                                                  |                |
| Vol.054  | ATM 如何保护人民币的安全             | （页面存档备份，存于） |                                                                                                  |                |
| Vol.055  | 怎样才能种出刚正不阿的行道树         | （页面存档备份，存于） |                                                                                                  |                |
| Vol.056  | 如何科学的吃辣椒                     | （页面存档备份，存于） |                                                                                                  |                |
| Vol.057  | 原子弹制造指南                       | （页面存档备份，存于） |                                                                                                  |                |
| Vol.058  | 香烟如何让你上瘾                     |                        |                                                                                                  |                |
| Vol.059  | 如何在中国修建 5000 公里地铁         | （页面存档备份，存于） |                                                                                                  |                |
| Vol.060  | 如何打造一双顶级篮球鞋               | （页面存档备份，存于） |                                                                                                  |                |
| Vol.061  | 如何科学的离婚                       | （页面存档备份，存于） |                                                                                                  |                |
| Vol.062  | 你买机票的时候究竟发生了什么         | （页面存档备份，存于） |                                                                                                  |                |
| Vol.063  | 如何打造一座爆款公墓                 | （页面存档备份，存于） |                                                                                                  |                |
| Vol.064  | 你的手机是如何拍照的                 | （页面存档备份，存于） |                                                                                                  |                |
| Vol.065  | 如何防止你的电动车自燃               | （页面存档备份，存于） |                                                                                                  |                |
| Vol.066  | X光如何看穿你的颈椎、腰椎病          | （页面存档备份，存于） |                                                                                                  |                |
| Vol.067  | 你家装修的时候究竟发生了什么         | （页面存档备份，存于） |                                                                                                  |                |
| Vol.068  | 如何打造一款顶级润滑油               | （页面存档备份，存于） |                                                                                                  |                |
| Vol.069  | 如何科学地配一副眼镜                 | （页面存档备份，存于） |                                                                                                  |                |
| Vol.070  | 一秒到底有多长                       | （页面存档备份，存于） |                                                                                                  |                |
| Vol.071  | 如何科学地分析你的口水               |                        |                                                                                                  |                |
| Vol.072  | 你的硬盘是如何储存数据的             | （页面存档备份，存于） |                                                                                                  |                |
| Vol.073  | 怎样活着从电梯走出来                 | （页面存档备份，存于） |                                                                                                  |                |
| Vol.074  | 如何靠养鳖发家致富                   | （页面存档备份，存于） |                                                                                                  |                |
| Vol.075  | 别再问我什么是 BT种子                | （页面存档备份，存于） |                                                                                                  |                |
| Vol.076  | 如何科学地火化遗体                   | （页面存档备份，存于） |                                                                                                  |                |
| Vol.077  | 中国的网盘为什么这么难用             |                        |                                                                                                  |                |
| Vol.078  | 淘金致富指南                         | （页面存档备份，存于） |                                                                                                  |                |
| Vol.079  | 如何成为钓鱼高手                     | （页面存档备份，存于） |                                                                                                  |                |
| Vol.080  | 如何打造一把爆款键盘                 | （页面存档备份，存于） |                                                                                                  |                |
| Vol.081  | 5G 是如何诞生的                      | （页面存档备份，存于） |                                                                                                  |                |
| Vol.082  | 如何成为一名动感DJ                   | （页面存档备份，存于） |                                                                                                  |                |
| Vol.083  | 如何科学地消灭蟑螂                   | （页面存档备份，存于） |                                                                                                  |                |
| Vol.084  | 期货和你有什么关系                   | （页面存档备份，存于） |                                                                                                  |                |
| Vol.085  | 你丢的垃圾都去哪儿了                 | （页面存档备份，存于） |                                                                                                  |                |
| Vol.086  | 如何建造一座人工岛                   | （页面存档备份，存于） |                                                                                                  |                |
| Vol.087  | 你吃的盐都从哪来                     | （页面存档备份，存于） |                                                                                                  |                |
| Vol.088  | 为什么中国的足球赛这么难看           | （页面存档备份，存于） |                                                                                                  |                |
| Vol.089  | 如何打造一款强劲的马达               | （页面存档备份，存于） |                                                                                                  |                |
| Vol.090  | 如何科学地制造降雨                   |                        |                                                                                                  |                |
| Vol.091  | 如何做出鲜活的动物标本               | （页面存档备份，存于） |                                                                                                  |                |
| Vol.092  | 如何打造顺滑好写的圆珠笔             | （页面存档备份，存于） |                                                                                                  |                |
| Vol.093  | 为什么你炒股总是亏钱                 | （页面存档备份，存于） |                                                                                                  |                |
| Vol.094  | 假肢如何拯救身体残疾                 | （页面存档备份，存于） |                                                                                                  |                |
| Vol.095  | 如何造一卷温柔体贴的卫生纸           | （页面存档备份，存于） |                                                                                                  |                |
| Vol.096  | 如何科学地矫正牙齿                   | （页面存档备份，存于） |                                                                                                  |                |
| Vol.097  | 为什么在中国买彩票一定亏             | （页面存档备份，存于） |                                                                                                  |                |
| Vol.098  | 不粘锅如何拯救你的厨房               | （页面存档备份，存于） |                                                                                                  |                |
| Vol.099  | 造假币为什么这么难                   | （页面存档备份，存于） |                                                                                                  |                |
| Vol.100  | 来自回形针的挑战信                   | （页面存档备份，存于） | （页面存档备份，存于）                                                                           | 2019年11月13日 |
| Vol.101  | 如何做出令人欲罢不能的炸鸡           | （页面存档备份，存于） | （页面存档备份，存于）                                                                           | 2019年11月15日 |
| Vol.102  | 怎样画一张地图                       | （页面存档备份，存于） | （页面存档备份，存于）                                                                           | 2019年11月22日 |
| Vol.103  | 防弹衣如何救你的命                   | （页面存档备份，存于） | （页面存档备份，存于）                                                                           | 2019年11月29日 |
| Vol.104  | 你好！查水表                         | （页面存档备份，存于） | （页面存档备份，存于）                                                                           | 2019年12月3日  |
| Vol.105  | 如何科学地管理图书馆                 | （页面存档备份，存于） | （页面存档备份，存于）                                                                           | 2019年12月6日  |
| Vol.106  | 过山车如何让你尖叫                   | （页面存档备份，存于） | （页面存档备份，存于）                                                                           | 2019年12月9日  |
| Vol.107  | 如何成为一个有身份的人               | （页面存档备份，存于） | （页面存档备份，存于）                                                                           | 2019年12月18日 |
| Vol.108  | 怎样科学地放电影                     | （页面存档备份，存于） | （页面存档备份，存于）                                                                           | 2019年12月23日 |
| Vol.109  | 马桶如何吸走你的大便                 | （页面存档备份，存于） | （页面存档备份，存于）                                                                           | 2019年12月27日 |
| Vol.110  | 如何打造一座人畜无害的动物园         | （页面存档备份，存于） | （页面存档备份，存于）                                                                           | 2020年1月7日   |
| Vol.111  | 如何做一块逼真的人造肉               | （页面存档备份，存于） | （页面存档备份，存于）                                                                           | 2020年1月10日  |
| Vol.112  | 区块链到底是什么                     | （页面存档备份，存于） | （页面存档备份，存于）                                                                           | 2020年1月14日  |
| Vol.113  | 如何科学地刷信用卡                   | （页面存档备份，存于） | （页面存档备份，存于）                                                                           | 2020年1月17日  |
| Vol.114  | 如何为14亿人调度飞机                 | （页面存档备份，存于） | （页面存档备份，存于）                                                                           | 2020年1月22日  |
| Vol.115  | 为什么你要献血                       | （页面存档备份，存于） | （页面存档备份，存于）                                                                           | 2020年2月8日   |
| Vol.116  | 如何把一只羊变成毛衣                 | （页面存档备份，存于） | （页面存档备份，存于）                                                                           | 2020年2月21日  |
| Vol.117  | 为什么你还买不到口罩                 | （页面存档备份，存于） | （页面存档备份，存于）                                                                           | 2020年2月29日  |
| Vol.118  | 你的 App 对你的隐私做了什么          | （页面存档备份，存于） | （页面存档备份，存于）                                                                           | 2020年3月6日   |
| Vol.119  | 如何准确地预报天气                   | （页面存档备份，存于） | （页面存档备份，存于）                                                                           | 2020年3月11日  |
| Vol.120  | 二维码的秘密                         | （页面存档备份，存于） | （页面存档备份，存于）                                                                           | 2020年5月12日  |
| Vol.121  | 开锁师傅对你的锁做了什么             | （页面存档备份，存于） | （页面存档备份，存于）                                                                           | 2020年5月15日  |
| Vol.122  | ICU 病房里究竟发生了什么             | （页面存档备份，存于） | （页面存档备份，存于）                                                                           | 2020年5月21日  |
| Vol.123  | 如何吃上肥美的大鱿鱼？               | （页面存档备份，存于） | （页面存档备份，存于）                                                                           | 2020年6月1日   |
| Vol.124  | 海底光缆如何连接全球互联网？         | （页面存档备份，存于） | （页面存档备份，存于）                                                                           | 2020年6月12日  |
| Vol.125  | 生物类似药如何抗击乳腺癌？           | （页面存档备份，存于） | （页面存档备份，存于）                                                                           | 2020年6月17日  |
| Vol.126  | 如何让帆船逆风航行？                 | （页面存档备份，存于） | （页面存档备份，存于）                                                                           | 2020年6月24日  |
| Vol.127  | 为什么女生的内衣总是不合身？         | （页面存档备份，存于） | （页面存档备份，存于）                                                                           | 2020年6月29日  |
| Vol.128  | 光盘里究竟有什么？                   | （页面存档备份，存于） |                                                                                                  |                |
| Vol.129  | 为什么你的脚这么臭？                 | （页面存档备份，存于） |                                                                                                  |                |
| Vol.130  | 北斗卫星为你做了什么？               | （页面存档备份，存于） |                                                                                                  |                |
| Vol.131  | 为什么拍电影要用斯坦尼康？           | （页面存档备份，存于） |                                                                                                  |                |
| Vol.132  | 如何科学测量你的体温？               | （页面存档备份，存于） |                                                                                                  |                |
| Vol.133  | 如何科学地消灭蚊子？                 | （页面存档备份，存于） |                                                                                                  |                |
| Vol.134  | 核酸检测如何高效筛查新冠肺炎?        | （页面存档备份，存于） | （页面存档备份，存于）                                                                           | 2020年9月11日  |
| Vol.135  | 养蜂致富指南                         | （页面存档备份，存于） | （页面存档备份，存于）                                                                           | 2020年9月18日  |
| Vol.136  | 如何成为一名金牌电焊工?              | （页面存档备份，存于） | （页面存档备份，存于）                                                                           | 2020年9月24日  |
| Vol.137  | 如何在纳米尺度雕刻芯片？             | （页面存档备份，存于） | （页面存档备份，存于）                                                                           | 2020年9月30日  |
| Vol.138  | 如何用 DNA 追捕真凶？                | （页面存档备份，存于） | （页面存档备份，存于）                                                                           | 2020年10月10日 |
| Vol.139  | 如何精确控制母鸡批量下蛋？           | （页面存档备份，存于） | （页面存档备份，存于）                                                                           | 2020年10月13日 |
| Vol.140  | 如何科学地拆除炸弹？                 | （页面存档备份，存于） | （页面存档备份，存于）                                                                           | 2020年10月28日 |
| Vol.141  | 氢弹制造指南                         | （页面存档备份，存于） | （页面存档备份，存于）                                                                           | 2020年11月11日 |
| Vol.142  | 水痘-带状疱疹病毒如何伴你一生？      | （页面存档备份，存于） | （页面存档备份，存于）                                                                           | 2020年11月20日 |
| Vol.143  | 嫦娥五号：重返地球                   | （页面存档备份，存于） | （页面存档备份，存于）（属于bilibili策划的科学脱口秀节目《科学咖啡馆》“特别企划”中的其中一部分） | 2020年11月24日 |
| Vol.144  | AED 如何拯救濒死的人？               | （页面存档备份，存于） | （页面存档备份，存于）                                                                           | 2020年11月26日 |
| Vol.145  | HIV 自救指南                         | （页面存档备份，存于） | （页面存档备份，存于）                                                                           | 2020年11月30日 |
| Vol.146  | 速溶咖啡为什么这么难喝？             | （页面存档备份，存于） | （页面存档备份，存于）                                                                           | 2020年12月3日  |
| Vol.147  | 长租公寓是如何爆雷的？               | （页面存档备份，存于） | （页面存档备份，存于）                                                                           | 2020年12月24日 |
| Vol.148  | 如何让你的胃免受伤害？               | （页面存档备份，存于） | （页面存档备份，存于）                                                                           | 2020年12月29日 |
| Vol.149  | 螺蛳粉如何制霸中国？                 | （页面存档备份，存于） | （页面存档备份，存于）                                                                           | 2021年1月4日   |
| Vol.150  | 狙击手如何一枪毙命？                 | （页面存档备份，存于） | （页面存档备份，存于）                                                                           | 2021年1月8日   |
| Vol.151  | 为什么你的皮肤这么干？               | （页面存档备份，存于） | （页面存档备份，存于）                                                                           | 2021年1月12日  |
| Vol.152  | 脂肪去除指南                         | （页面存档备份，存于） | （页面存档备份，存于）                                                                           | 2021年1月19日  |
| Vol.153  | 如何成为双板滑雪高手？               | （页面存档备份，存于） | （页面存档备份，存于）                                                                           | 2021年1月23日  |
| Vol.154  | 手语的秘密                           | （页面存档备份，存于） | （页面存档备份，存于）                                                                           | 2021年1月26日  |
| Vol.155  | 托尼老师如何给你染发？               | （页面存档备份，存于） | （页面存档备份，存于）                                                                           | 2021年2月2日   |
| Vol.156  | 春运抢票之战                         | （页面存档备份，存于） | （页面存档备份，存于）                                                                           | 2021年2月7日   |
| Vol.157  | 一个完美的速冻水饺是怎样练成的？     | （页面存档备份，存于） | （页面存档备份，存于）                                                                           | 2021年2月9日   |
| Vol.158  | 寻找地球上最冷的冬天                 | （页面存档备份，存于） |                                                                                                  |                |
| Vol.159  | 人类脱毛指南                         | （页面存档备份，存于） |                                                                                                  |                |
| Vol.160  | 吊威亚如何让你飞檐走壁？             | （页面存档备份，存于） |                                                                                                  |                |
| Vol.161  | 挖掘机驾驶指南                       | （页面存档备份，存于） |                                                                                                  |                |
| Vol.162  | 赌场为什么稳赚不赔？                 | （页面存档备份，存于） |                                                                                                  |                |
| Vol.163  | 打呼噜到底有多危险？                 | （页面存档备份，存于） |                                                                                                  |                |
| Vol.164  | 免税店为什么能让你薅羊毛？           | （页面存档备份，存于） |                                                                                                  |                |
| Vol.165  | 电信网络诈骗如何让你倾家荡产？       | （页面存档备份，存于） |                                                                                                  |                |
| Vol.166  | 人群踩踏保命指南                     | （页面存档备份，存于） |                                                                                                  |                |
| Vol.167  | 可控核聚变如何制造终极能源？         | （页面存档备份，存于） |                                                                                                  |                |
| Vol.168  | 夜视仪如何看透黑夜？                 | （页面存档备份，存于） |                                                                                                  |                |
| Vol.169  | 水族馆养鱼到底有多难？               | （页面存档备份，存于） |                                                                                                  |                |
| Vol.170  | 基金经理对你的钱做了什么？           | （页面存档备份，存于） |                                                                                                  |                |
| Vol.171  | F1 赛车如何靠「作弊」夺冠？          | （页面存档备份，存于） |                                                                                                  |                |
| Vol.172  | 麻醉医生如何让你活着醒来？           | （页面存档备份，存于） |                                                                                                  |                |
| Vol.173  | 肉毒毒素对你的脸做了什么？           | （页面存档备份，存于） | （页面存档备份，存于）                                                                           |                |
| Vol.174  | 抓娃娃机如何伤透你的心？             | （页面存档备份，存于） |                                                                                                  |                |
| Vol.175  | 血糖监测对糖尿病人到底有多重要？     | （页面存档备份，存于） |                                                                                                  |                |
| Vol.176  | 你喝的牛奶从哪来？                   | （页面存档备份，存于） |                                                                                                  |                |
| Vol.177  | 地震预报为什么这么难？               | （页面存档备份，存于） |                                                                                                  |                |

| 回形针事务所 | 回形针事务所     | 回形针事务所                     | 回形针事务所           | 回形针事务所           | 回形针事务所           | 回形针事务所   |
| 编号         | 合作品牌         | 标题                             | 链接                   | 链接                   | 链接                   | 发布时间       |
| 编号         | 合作品牌         | 标题                             | YouTube                | Bilibili               | Weibo                  | 发布时间       |
| ------------ | ---------------- | -------------------------------- | ---------------------- | ---------------------- | ---------------------- | -------------- |
| 001          | 匹克             | 运动鞋和非牛顿流体               | （页面存档备份，存于） | （页面存档备份，存于） |                        |                |
| 002          | 车轮驾考通       | 做完 1135 道题，我们看透了科目一 |                        | （页面存档备份，存于） |                        |                |
| 003          | 蜂巢电池         | 电池是怎么做出来的？             | （页面存档备份，存于） | （页面存档备份，存于） |                        |                |
| 004          | 金士顿硬盘       | 固态硬盘到底好在哪？             | （页面存档备份，存于） | （页面存档备份，存于） |                        | 2019年7月30日  |
| 005          | Ta在             | 如何设计一个自动进化的知识网络？ | （页面存档备份，存于） | （页面存档备份，存于） |                        | 2019年8月29日  |
| 006          | BOSE             | 白嗓音如何让你睡个好觉？         |                        | （页面存档备份，存于） |                        |                |
| 007          | 京东游戏手机     | 游戏手机到底好在哪？             | （页面存档备份，存于） | （页面存档备份，存于） |                        |                |
| 008          | OPPO Ace         | 为什么你的手机充电这么慢？       | （页面存档备份，存于） | （页面存档备份，存于） |                        |                |
| 009          | 远景             | 如何造一台终生进化的风力发电机？ | （页面存档备份，存于） | （页面存档备份，存于） |                        |                |
| 010          | Redmi            | 你真的需要 120 Hz 屏幕刷新率吗？ | （页面存档备份，存于） | （页面存档备份，存于） |                        |                |
| 011          | 飞书             | 回形针如何远程办公？             | （页面存档备份，存于） | （页面存档备份，存于） |                        | 2020年2月12日  |
| 012          | 小米             | 为什么你家的 Wi-Fi 这么慢？      | （页面存档备份，存于） | （页面存档备份，存于） |                        |                |
| 013          | 阿迪达斯         | 如何踢出一记漂亮的弧线球？       | （页面存档备份，存于） | （页面存档备份，存于） |                        |                |
| 014          | VIVO             | 为什么手机需要人工智能？         | （页面存档备份，存于） | （页面存档备份，存于） |                        |                |
| 015          | 咪咕             | 5G 如何改变直播                  |                        |                        | （页面存档备份，存于） | 2020年5月19日  |
| 016          | 多抓鱼           | 如何科学地买卖二手书？           | （页面存档备份，存于） |                        | （页面存档备份，存于） | 2020年6月5日   |
| 017          | 报喜鸟           | 为什么你的西服总是不合身？       | （页面存档备份，存于） | （页面存档备份，存于） |                        | 2020年7月28日  |
| 018          | 中国移动         | 你打电话时究竟发生了什么？       | （页面存档备份，存于） | （页面存档备份，存于） |                        | 2020年8月6日   |
| 019          | 小米科技         | 为什么你的手机总拍不好明暗细节？ | （页面存档备份，存于） | （页面存档备份，存于） |                        | 2020年8月13日  |
| 020          | 西门子公司       | 为什么你家的油烟机这么难用？     | （页面存档备份，存于） | （页面存档备份，存于） |                        | 2020年10月15日 |
| 021          | 蕉内             | 如何做一件轻暖兼备的保暖内衣？   | （页面存档备份，存于） | （页面存档备份，存于） |                        | 2020年11月4日  |
| 022          | 中国移动咪咕公司 | 如何身临其境地观看篮球赛？       | （页面存档备份，存于） |                        |                        | 2020年11月18日 |
| 023          | 百度地图         | 手机导航如何给你指条明路？       | （页面存档备份，存于） | （页面存档备份，存于） |                        | 2020年11月27日 |
| 024          | 英特尔           | 人工智能如何帮你看病？           | （页面存档备份，存于） | （页面存档备份，存于） |                        | 2020年12月8日  |
| 025          | 腾讯会议         | 为什么视频会议总让你很累？       | （页面存档备份，存于） | （页面存档备份，存于） |                        | 2020年12月24日 |
| 026          | 戴森             | 如何打造一台懂事的吸尘器？       | （页面存档备份，存于） |                        |                        | 2021年5月7日   |
| 027          | 舒飘儿           | 如何饿死你床上的螨虫？           | （页面存档备份，存于） |                        |                        | 2020年12月24日 |
| 028          | OPPO             | 戴耳机的你，听力为什么越来越差？ |                        |                        |                        | 2020年12月24日 |

| PaperClip ×系列（联合出品）      | PaperClip ×系列（联合出品） | PaperClip ×系列（联合出品） | PaperClip ×系列（联合出品） | PaperClip ×系列（联合出品） |
| 标题                             | 合作品牌                    | 链接                        | 链接                        | 发布时间                    |
| 标题                             | 合作品牌                    | YouTube                     | Bilibili                    | 发布时间                    |
| -------------------------------- | --------------------------- | --------------------------- | --------------------------- | --------------------------- |
| 自动驾驶为什么这么难             | 蔚来                        | （页面存档备份，存于）      | （页面存档备份，存于）      | 2019年10月15日              |
| 如何成为碰碰车之王               | OPPO                        | （页面存档备份，存于）      | （页面存档备份，存于）      | 2020年1月2日                |
| 直升机、斯特塔管与吸尘器         | Dyson                       | （页面存档备份，存于）      | （页面存档备份，存于）      | 2020年3月18日               |
| 如何快速消灭全世界的森林         | WWF                         | 已删除                      | 已删除                      | 2020年3月21日               |
| 民法典如何保护你的当代生活？     | 新华社客户端                | （页面存档备份，存于）      | （页面存档备份，存于）      | 2020年5月28日               |
| 你究竟需要怎样的屏幕？           | 柔宇科技                    | （页面存档备份，存于）      | （页面存档备份，存于）      | 2020年9月22日               |
| 为什么你的电动汽车越来越不值钱？ | 蔚来                        | （页面存档备份，存于）      | （页面存档备份，存于）      | 2020年9月29日               |
| 如何造一辆舍己救人的汽车？       | 沃尔沃                      | （页面存档备份，存于）      | （页面存档备份，存于）      | 2020年10月22日              |
| 是什么决定了你的肤色？           | OLAY                        | （页面存档备份，存于）      | （页面存档备份，存于）      | 2020年10月30日              |
| 如何下潜海底一万米？             | 中央电视台                  | （页面存档备份，存于）      |                             | 2020年11月10日              |
| 丈量 2020                        | 中央电视台年轮 2020         | （页面存档备份，存于）      | （页面存档备份，存于）      | 2021年1月1日                |
| 汽车仪表盘如何帮你好好开车？     | 梅赛德斯-奔驰               | （页面存档备份，存于）      | （页面存档备份，存于）      | 2021年3月26日               |
| 汽车车身如何护你周全？           | 沃尔沃                      | （页面存档备份，存于）      | （页面存档备份，存于）      | 2021年4月16日               |
| 天问一号: 登陆火星               | 中央电视台东方时空          | （页面存档备份，存于）      | （页面存档备份，存于）      | 2021年5月15日               |
| 安全气囊如何用炸弹救人?          | 极星                        |                             |                             | 2021年6月16日               |

| 特别节目 | 特别节目                                         | 特别节目               | 特别节目               | 特别节目       |
| 编号     | 标题                                             | 链接                   | 链接                   | 发布时间       |
| 编号     | 标题                                             | YouTube                | Bilibili               | 发布时间       |
| -------- | ------------------------------------------------ | ---------------------- | ---------------------- | -------------- |
| Sp.001   | 2018 年回形针如何赚钱？                          | （页面存档备份，存于） | （页面存档备份，存于） | 2018年12月29日 |
| Sp.002   | 我们做了一个真正的当代生活说明书                 | （页面存档备份，存于） | （页面存档备份，存于） | 2019年4月30日  |
| Sp.003   | 解谜 PaperClip100：球赛、机票、 脚本和 DDOS 攻击 | （页面存档备份，存于） | （页面存档备份，存于） | 2019年11月26日 |
| Sp.004   | 2019 年回形针赚了多少钱？                        | （页面存档备份，存于） | （页面存档备份，存于） | 2019年12月31日 |
| Sp.005   | 关于新冠肺炎的一切                               | （页面存档备份，存于） | （页面存档备份，存于） | 2020年2月2日   |
| Sp.006   | 幕后故事： 回形针是怎么做视频的                  | （页面存档备份，存于） | （页面存档备份，存于） | 2020年4月30日  |
| Sp.007   | 工作汇报: 最近半年我们都干了什么?                | （页面存档备份，存于） | （页面存档备份，存于） | 2020年9月17日  |
| Sp.008   | 和 10 个批评者一块聊天                           | （页面存档备份，存于） | （页面存档备份，存于） | 2020年9月29日  |
| Sp.009   | 2020 年回形针赚了多少钱？                        | （页面存档备份，存于） | （页面存档备份，存于） | 2020年12月31日 |
| Sp.010   | 直面问题 : 我们为什么又上热搜了？                | （页面存档备份，存于） | （页面存档备份，存于） | 2020年9月29日  |

| “基本操作”系列                       | “基本操作”系列         | “基本操作”系列         | “基本操作”系列 |
| 标题                                 | 链接                   | 链接                   | 发布时间       |
| 标题                                 | YouTube                | Bilibili               | 发布时间       |
| ------------------------------------ | ---------------------- | ---------------------- | -------------- |
| 交互视频《一个人工智能的诞生》宣传片 | （页面存档备份，存于） | （页面存档备份，存于） | 2020年12月17日 |
| 2020 线上发布会全程                  | （页面存档备份，存于） | （页面存档备份，存于） | 2020年12月17日 |

| “提前动手”系列 | “提前动手”系列                   | “提前动手”系列         | “提前动手”系列         | “提前动手”系列 |
| 编号           | 标题                             | 链接                   | 链接                   | 发布时间       |
| 编号           | 标题                             | YouTube                | Bilibili               | 发布时间       |
| -------------- | -------------------------------- | ---------------------- | ---------------------- | -------------- |
| Vol.001        | 我们做了三面镜子：挺钢的，有点硬 | （页面存档备份，存于） | （页面存档备份，存于） | 2021年6月1日   |
| Vol.002        | 我们做了个公开成本的 T 恤套装    | （页面存档备份，存于） | （页面存档备份，存于） | 2021年6月17日  |